# ثلثاء أزلاف
ثلثاء أزلاف هي قرية أمازيغية شمال المغرب. تُعد ثلثاء أزلاف مركز جماعة أزلاف بإقليم الناظور و تضم البلدة بضواحيها 5337 نسمة (حسب إحصاء 2004).